# Sands China
Sands China Ltd. (HKEX: 1928) er udvikler, ejer og operatør af hoteller og casinoer i Macao. Macao er det eneste sted i Kina, hvor casinoer er lovlige. Selskabet er et datterselskab til det amerikanske Las Vegas Sands Corp. (NYSE:LVS), som også er moderselskab til selskaberne The Venetian Resort-Hotel-Casino and The Palazzo Resort-Hotel-Casino, Sands Expo and Convention Center og Sands Casino Resort Bethlehem. 

## Koncernstruktur
Sands Chinas datterselskaber omfatter The Venetian Macao, Sands Macao, The Plaza Macao og Sands Cotai Central. Desuden Cotai Expo, som er en af asiens største kongres og udstillings haller i Asien; Cotai Arena; Venetian Theatre og Cotai Water Jet. Koncernens indkøbscentre har omkring 600 butikker i alt. Der drives mere end  9.000 hotelværelser, over 100 restauranter og madudsalg.
Visionen er at skabe Asiens spille-, underholdnings- og kongresdestination nr. 1.